# Rathaus Brilon

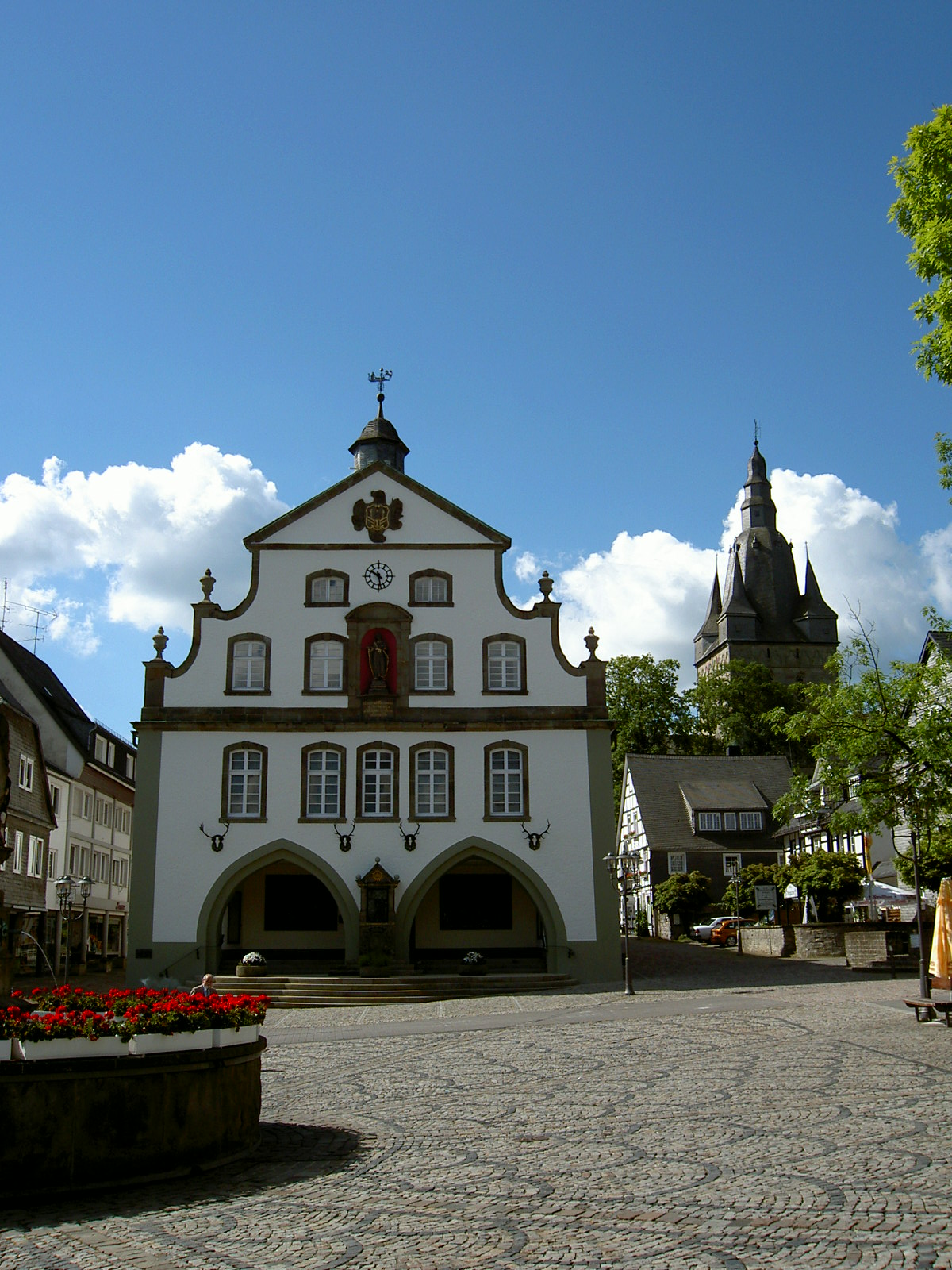
Rathaus

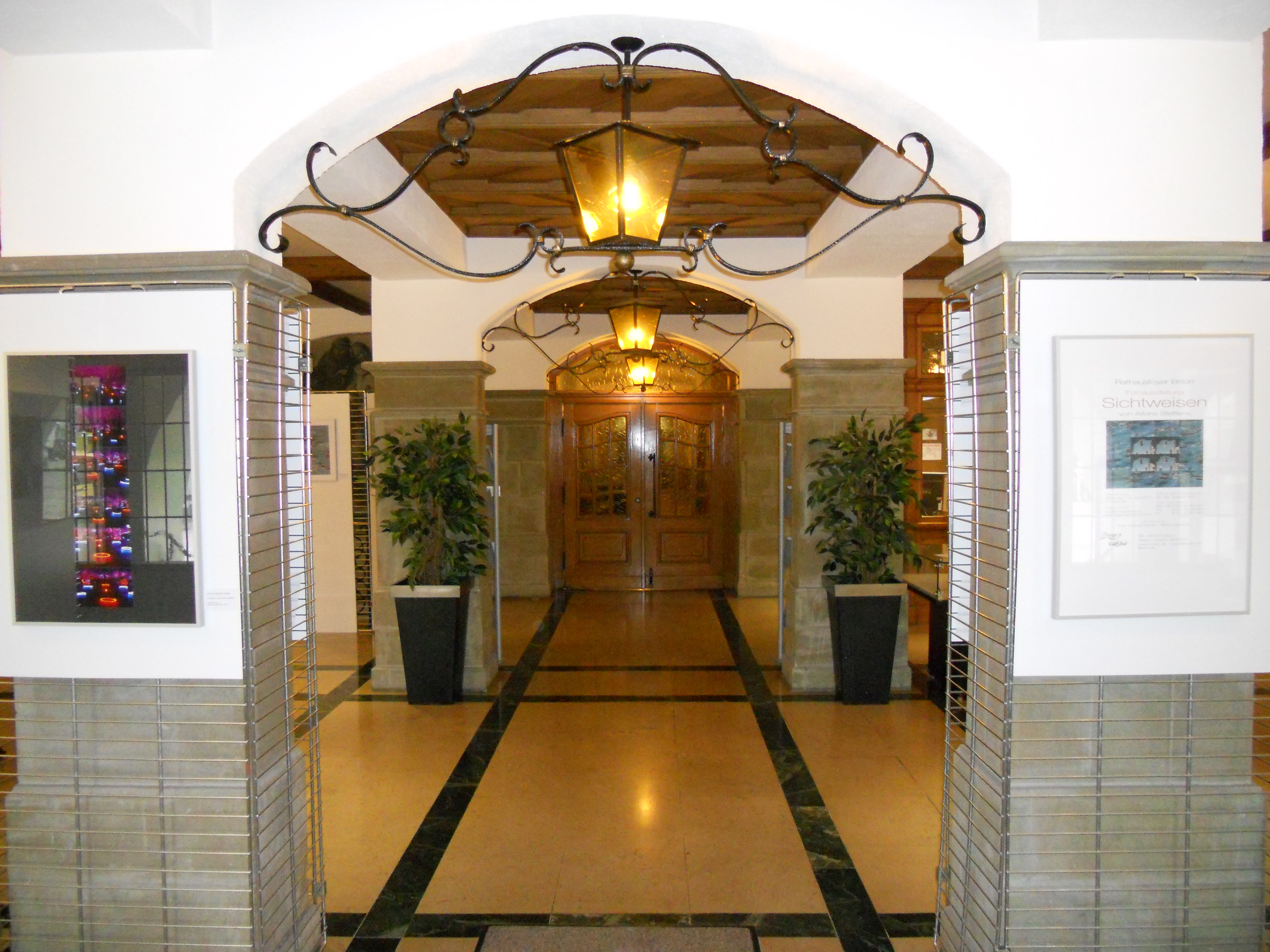
Innenansicht Erdgeschoss

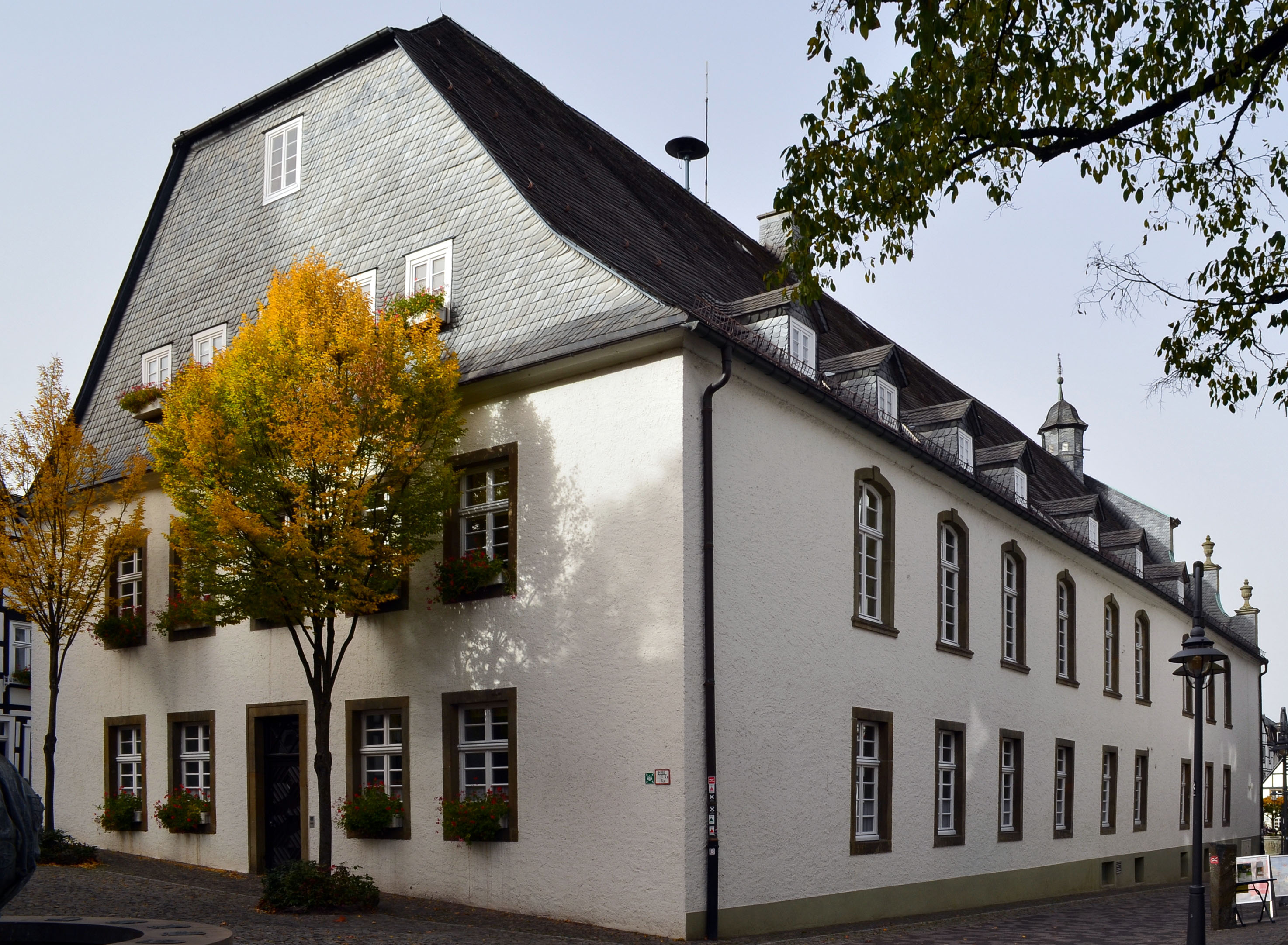
Rathaus Rück- und Seitenansicht

Das Briloner Rathaus am Marktplatz von Brilon ist ein Gebäude, dessen Errichtung auf das Jahr 1250 zurückgeht.

## Geschichte
Wahrscheinlich wurde 1217 mit dem Bau begonnen. Es gehört zu den ältesten Rathäusern Deutschlands.
Das Gebäude diente in der Zeit der Hanse als Gildehaus. Einheimische Handwerker und Krämer sowie auch fremde Kaufleute boten hier ihre Waren an. Am 7. Februar 1574 beschloss der Rat, unter dem Rathaus einen Bierkeller einzurichten, in dem jeder, der sich als Brauer einschrieb, ein Fass Bier aufstellen durfte. Durchreisende und Fremde sollten die Möglichkeit haben, Bier und Brot zu bekommen. Die Größe des Gebäudes (etwa 52 Meter lang) unterstreicht die Bedeutung der Stadt als Handelsplatz. Unter den gotischen Bögen am Eingang war der Tagungsort des kurfürstlichen Gogerichtes.
Beim Umbau um das Jahr 1750 durch Johannes Matthias Kitz wurde die Fassade in barocken Formen umgestaltet. Die gotischen Spitzbögen blieben erhalten. Seitdem erfuhr das Gebäude eine Vielzahl von Nutzungen: Schule, Krankenhaus, Gefängnis, Polizeistation und Verwaltungsgebäude.
Im oberen Stockwerk lagen im vorderen Teil, dem Marktplatz zugewandt, der große und der kleine Curiasaal. In dem kleinen Raum fanden üblicherweise die Beratungen des Magistrats statt, im großen Saal tagte am Martinstag der Kürrat, um den neuen Magistrat zu wählen. Der Saal diente auch der Repräsentation beim Empfang von Würdenträgern. Es ist urkundlich belegt, dass im 18. Jahrhundert Bildnisse der Kurfürsten hier hingen. Vermutlich liegt der heutige Bürgersaal in etwa an der Stelle des ehemaligen großen Curiasaales.
Im hinteren Teil des oberen Stockwerkes hatte das kurfürstliche Gericht in Brilon in zwei Räumen seinen Sitz. Ein Zimmer war für den amtierenden Richter bestimmt, ein anderes wohl für den Gerichtsschreiber und die Registratur. Von diesem Gericht wurden schwerwiegende Kriminalfälle abgeurteilt. Die Vollstreckung der Urteile war Aufgabe der Stadt. Für Vollstreckungen von Todesstrafen war ein eigener Henker vorhanden. Der Galgen befand sich auf einer Anhöhe westlich der Stadt. Die letzten Todesurteile wurden um 1750 vollstreckt: eine Frau und zwei junge Männer wurden wegen Diebstahls hingerichtet.
Vor dem Rathaus am Petrusbrunnen befand sich der Pranger, in alten Aufzeichnungen wird er als Gerichtsstock bezeichnet. Es wird 1806 erwähnt, dass er einen neuen Anstrich bekommen hatte. Entehrende Bloßstellungen sind mehrfach in städtischen Akten überliefert.
In den 1970er Jahren befand sich im Rathaus das Heimatmuseum mit Bezug auf Heimat- und Stadtgeschichte. Das Rathaus war im Juni 2013 Denkmal des Monats in Westfalen-Lippe.

## Ausstattung der Frontseite

### Petrusfigur
Im Bildstock aus dem Jahre 1688 über der breiten Freitreppe und im Giebel werden die mittelalterlichen Stadtsiegel dargestellt. Das Standbild zeigt Sankt Petrus, den Schutzpatron der Stadt. Die Inschrift im Sockel lautet:
„eXsVrgIt theMIDos reaparata VetVstIor aVLa aVXILIo perstet, Petre, saCrata tVo“
Übersetzt lautet es „Es erhebt sich die erneuerte recht alte Gerichtshalle. Mit Deiner Hilfe möge sie feststehen, Petrus, da Sie Dir geweiht ist.“ Die hervorgehobenen Buchstaben ergeben dabei als Chronogramm die Jahreszahl 1755.

### Bildstock vor dem Rathaus

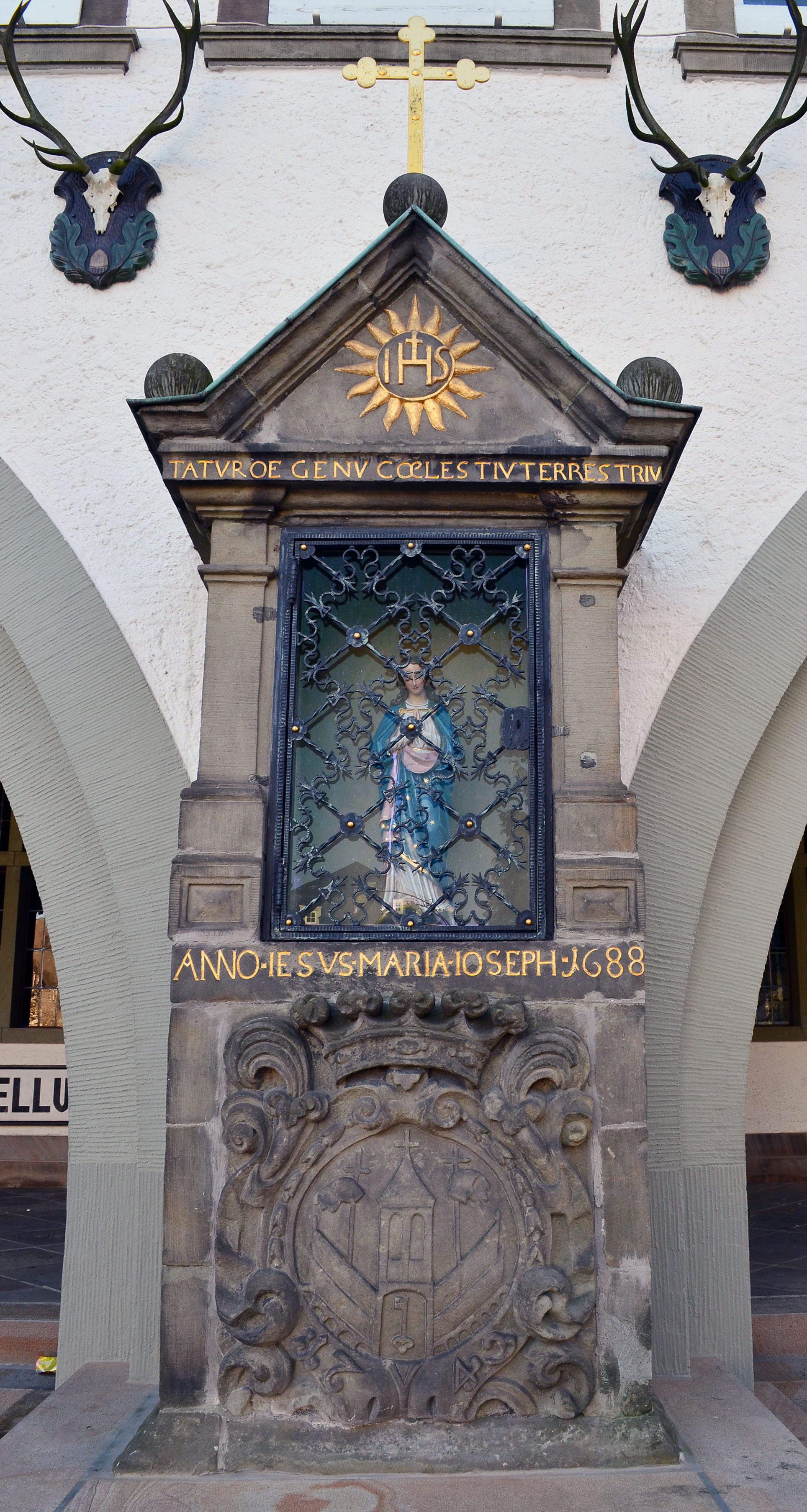
Bildstock auf der Rathaustreppe

Der Bildstock wurde erstmals am 17. November 1688 urkundlich erwähnt. Es wird bestätigt, dass der Steinhauer Sebastian Walck 9 Taler und 12 Groschen wegen des veraccordirten Heiligen Hauses bekommen hat. Die Jahreszahl ist eingemeißelt. Ebenfalls ist ein Bibelspruch eingemeißelt, der sich über drei Seiten hinzieht: In nomine jesu flectatur omne genu Coelestium Terrestrium Infernorum (Im Namen Jesu beuge sich jedes Knie der Himmlischen Irdischen und Unterirdischen).
Insgesamt hat der Bildstock eine Höhe von 3,35 m und eine Breite von 1,20 m. Er steht vor der Mittelachse der Fassade über der Freitreppe. Gefertigt wurde er aus Grünsandstein.
Unterhalb des mit Kugeln bekrönten Giebels ist ein durch einen Strahlenkranz hervorgehobenes Christogramm eingefügt.
Die Nische ist mit Ziergittern verschließbar. Über 250 Jahre stand in ihr eine 1,25 m hohe hölzerne Madonna, die nach ihrer Restaurierung durch das Landesdenkmalamt in Münster in der Rathaushalle aufgestellt wurde, um sie vor Witterungseinflüssen zu schützen. Im unteren Teil ist ein alter Wappenstein des ehemaligen oberen Tores angebracht, der das alte Stadtwappen Brilons zeigt. Das Wappen wurde nach 1742 nachträglich zugefügt. In früherer Zeit war das Wappen farbig gefasst.

## Glasfenster

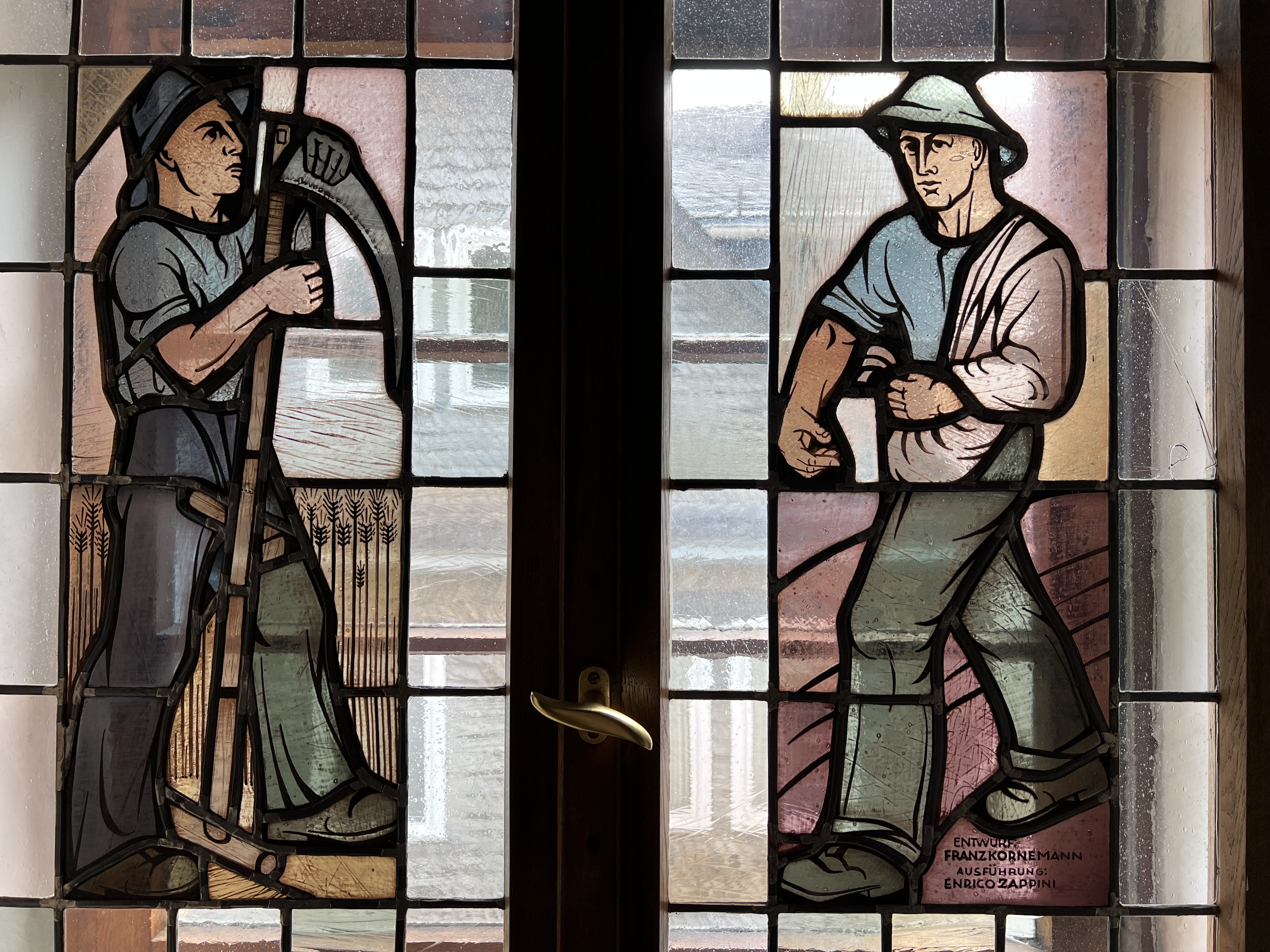
Glasfenster im Bürgersaal, „Bauern bei der Ernte und Aussaat“ von Franz Kornemann, um 1955

Die Bleiglasfenster im Bürgersaal zeigen Szenen aus dem Leben der alten Hansestadt. Sie wurden um 1955 von dem Briloner Künstler Franz Kornemann entworfen, Ausführung durch Enrico Zappini (siehe Inschrift). Dargestellt sind Arbeiter (Bergbau, Forstwirtschaft, Holzkohle), Bauern, Till Eulenspiegel, der der Legende nach im 15. Jahrhundert durch Brilon reiste, ein Kaufmann, ein Schnadebruder mit Standarte und Stadtdirektor Heinrich Schieferecke als Schnadebruder mit Rezess (Urkunde über den Grenzverlauf) und Schnade-Esel Huberta.

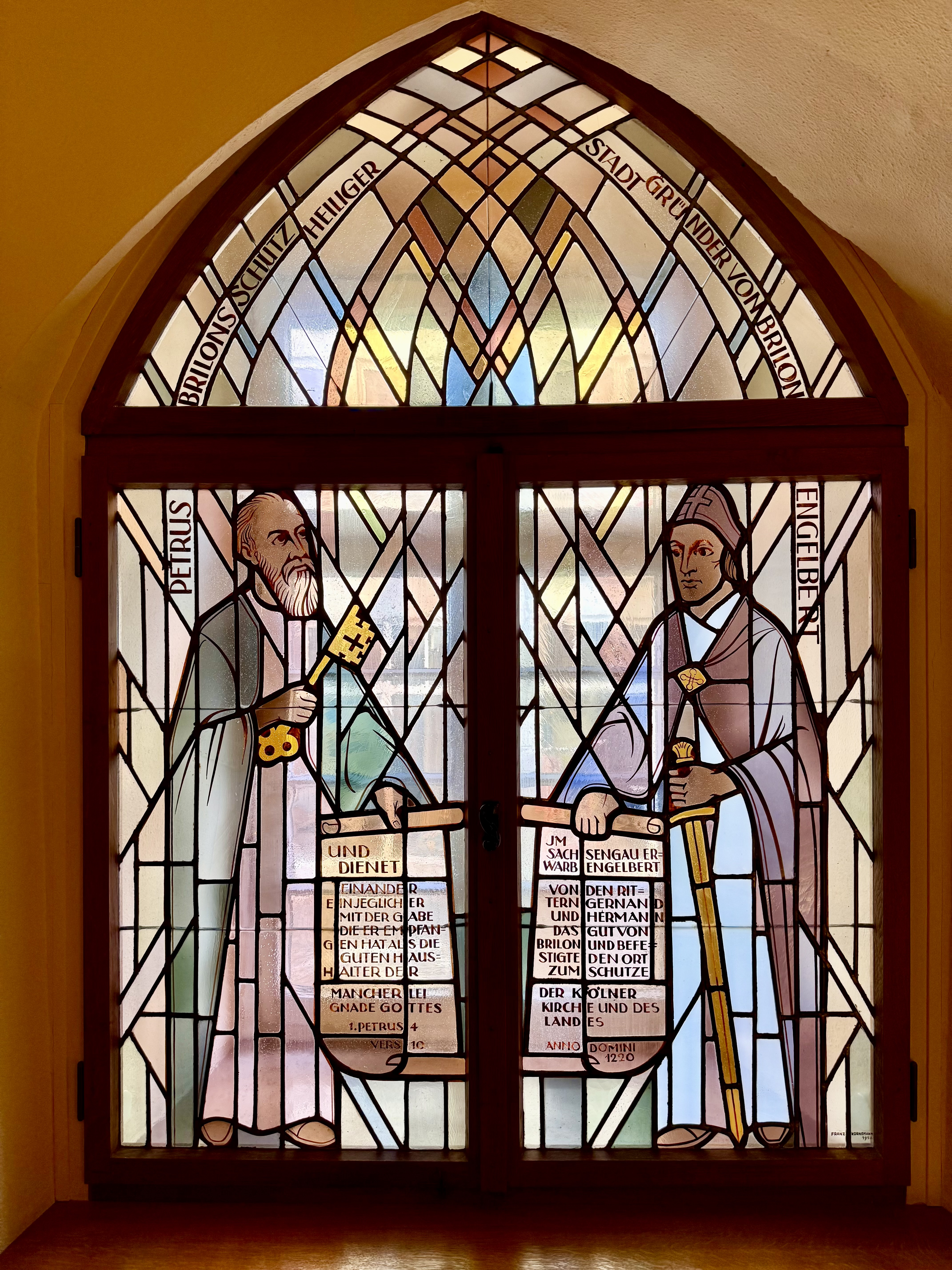
"Petrus und Engelbert", Glasfenster von Franz Kornemann (1958) im Trauzimmer, Rathaus Brilon

Ein weiteres Fenster im Trauzimmer wurde ebenfalls von Franz Kornemann entworfen (1958) und zeigt den heiligen Petrus – Schutzpatron der Stadt – sowie Engelbert, den Stadtgründer. 

## Turm
Im Turm hängt die 1578 gegossene Stundenglocke. Auf der Glocke befindet sich folgende Inschrift: Sit nomen Domini benedictum. Rochus Nelman ne fecit anno Dom. 1578 (Rochus Nelman schuf mich im Jahre des Herrn 1578). Vom selben Glockengießer stammt auch die fünf Jahre später gegossene Bürgerglocke im Rathaus.

### Sonstiges
- Die Hirschgeweihe an der Fassade symbolisieren das einstige Recht der „hohen Jagd“ der Stadt Brilon.
- Das Glockenspiel zeigt Szenen des Schnadegangs.

Ansichten
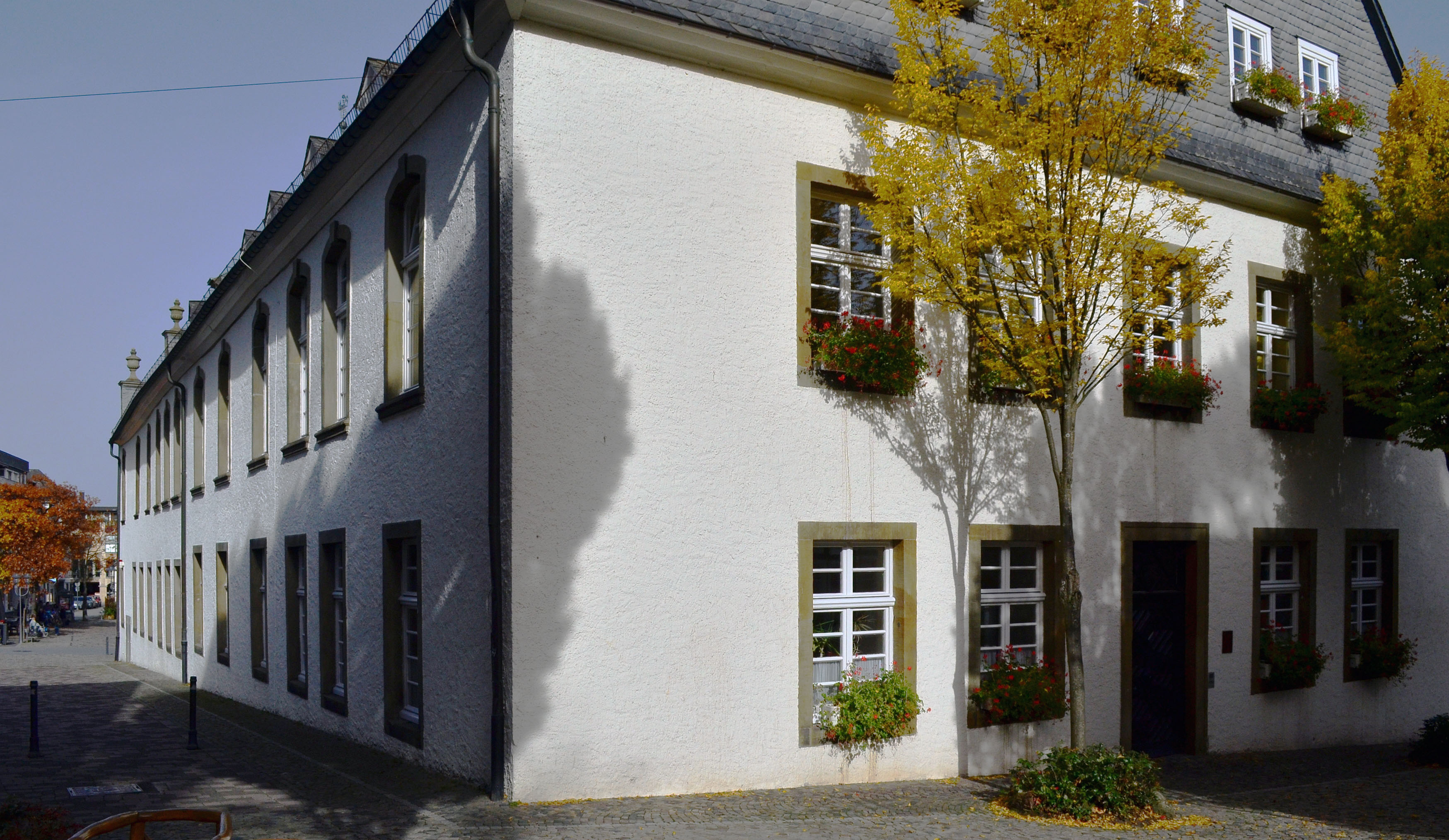
Rück- und Seitenansicht in Richtung Volksbank
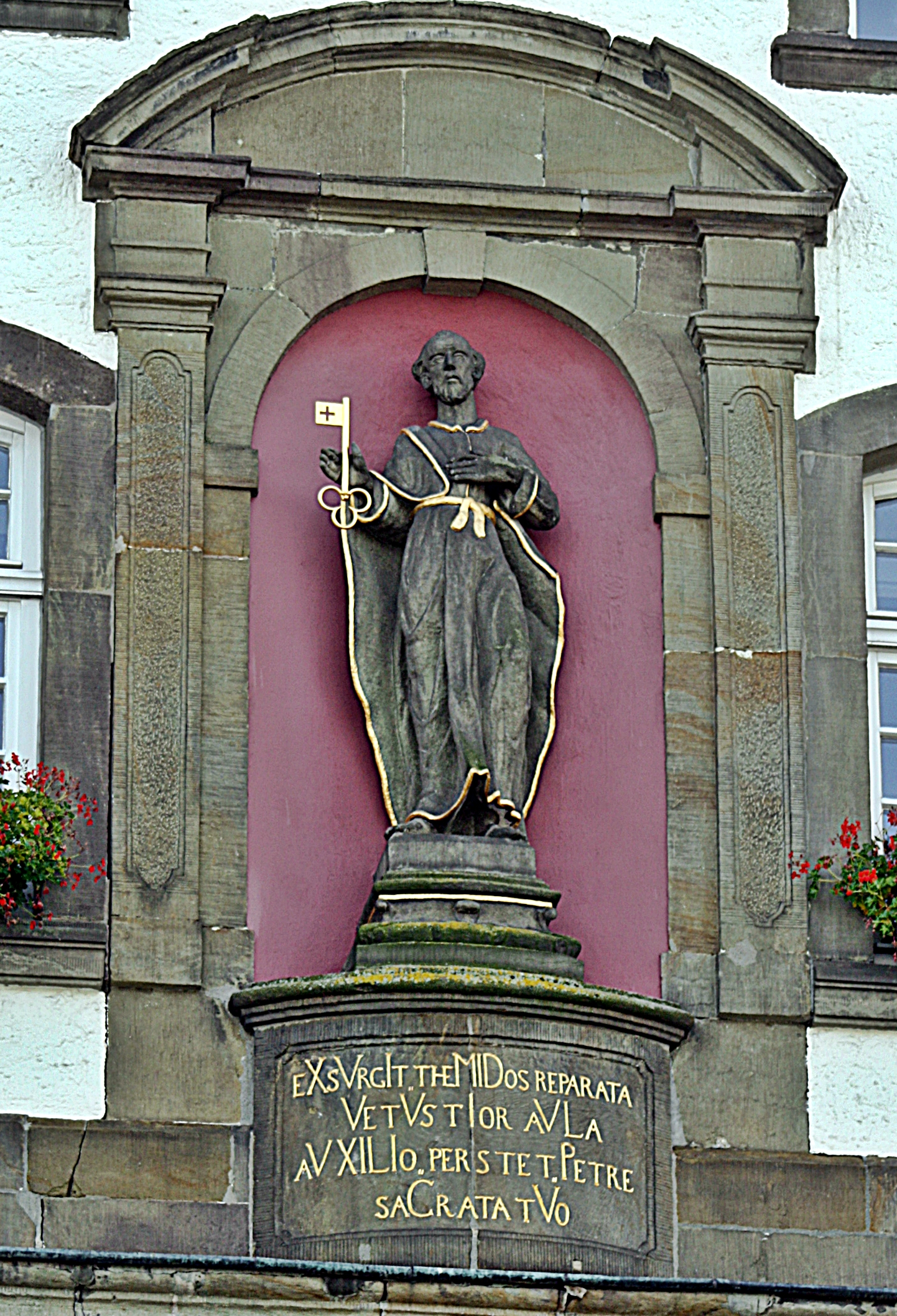
Frontansicht, Petrusfigur in einer Nische
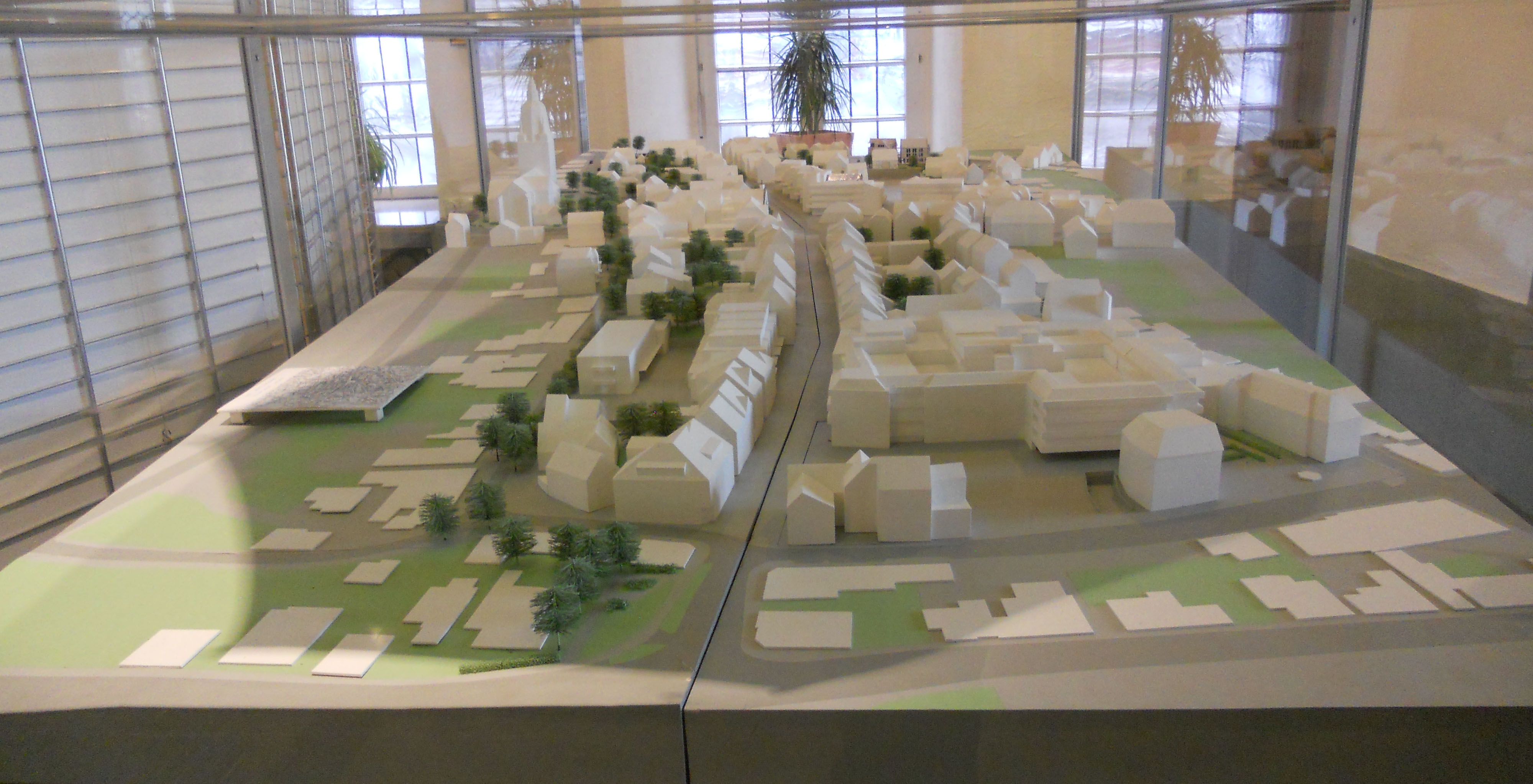
Modell der Innenstadt im Foyer
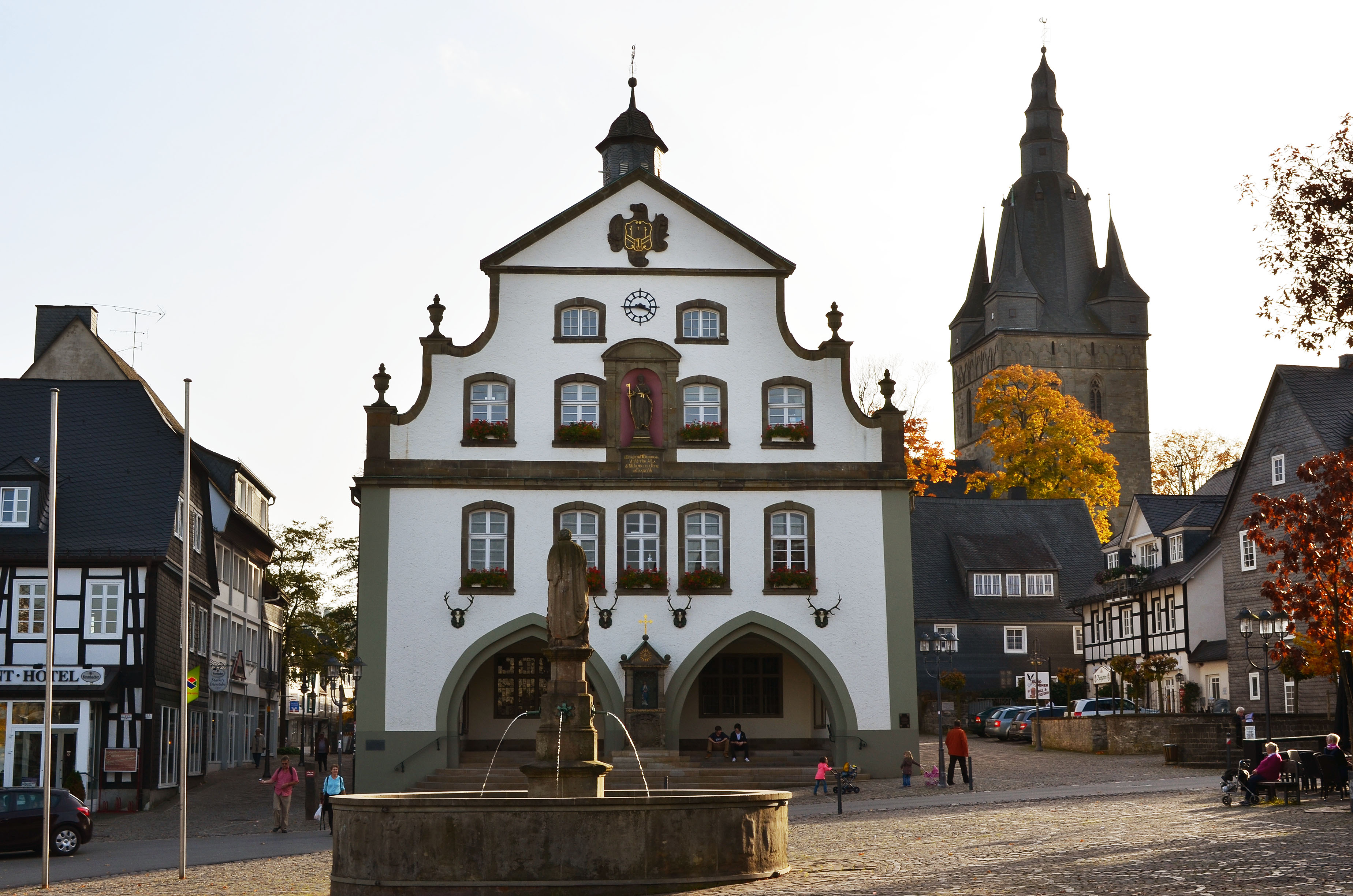
Blick über den Markt auf das Rathaus und die Propsteikirche, im Vordergrund der Petrusbrunnen